# 李騏

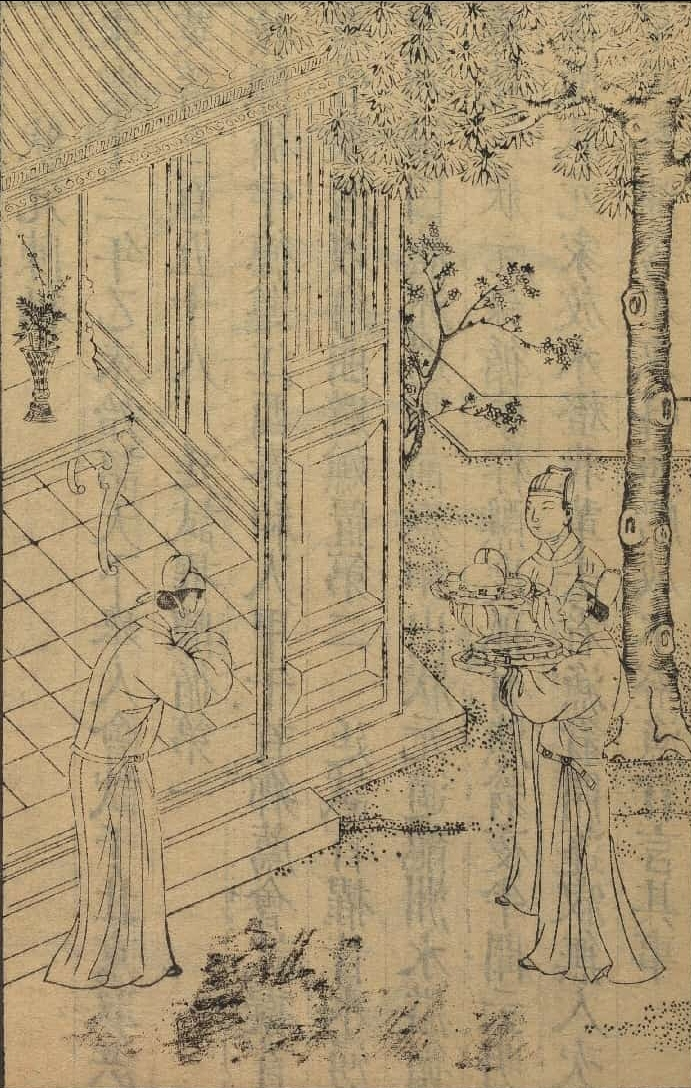
李騏

李騏（1378年—1425年），字德良，本名李馬，明成祖賜名為騏，福建福州府长乐县人。明朝状元。

## 生平
生父姓馬，為遺腹子，養父姓李，故名李馬。李騏生于明太祖洪武十一年（1378年），永乐十五年（1417年）福建丁酉科鄉試第一名舉人，永樂十六年（1418年）聯捷戊戌科一甲第一名進士（狀元），成祖嫌他名字太俗，親筆改名為李騏，授翰林院修撰。有说法称永乐十年壬辰科状元馬鐸是他的同母异父兄，史載：「首石鳴則大魁出，明永樂間再鳴，而馬鐸、李騏相繼掄元至今傳為佳話」，稱「一母兩狀元」。他与馬鐸都师从陈洵仁，在长乐县六平山东溪精舍读书。他以孝顺而闻名，明仁宗洪熙元年（1425年）其母（一说为继母）病故，他带病回家奔丧，结果于同年十月逝世于家中，葬在长乐沙京龙窟山。